# Histórias da série Versões Brasileiras desenhadas por Jorge Kato
Jorge Kato produziu, para a Editora Abril um total de 99 histórias em quadrinhos Disney do Zé Carioca adaptadas de histórias originais norte-americanas, a chamada série Versões Brasileiras ou "Zé Fraude". Abaixo, a relação dessas histórias:
| Nº | Título                               | Publicação brasileira | Data                    | Desenhista original | História original           | Personagem substituído       | Obs.                                                 |
| -- | ------------------------------------ | --------------------- | ----------------------- | ------------------- | --------------------------- | ---------------------------- | ---------------------------------------------------- |
| 01 | O Cãozinho Prodígio                  | ZC 539                | 06 de março de 1962     | Jim Pabian          | The Tagalong Pup            | Mickey                       |                                                      |
| 02 | A Múmia do Museu                     | ZC 541                | 20 de março de 1962     | Tony Strobl         | Mummy Case Caper            | Pato Donald                  |                                                      |
| 03 | O Vizinho Importuno                  | ZC 541                | 20 de março de 1962     | Manuel Gonzales     |                             |                              | one page                                             |
| 04 | A Confusão com o Canário Caubi       | ZC 543                | 03 de abril de 1962     | Al Hubbard          | The Canary Crisis           | Mickey                       |                                                      |
| 05 | Os Ciúmes do Zé                      | ZC 543                | 03 de abril de 1962     | Manuel Gonzales     | Mickey Mouse                | Mickey                       | one page                                             |
| 06 | Papagaiadas do Zé                    | ZC 543                | 03 de abril de 1962     | Paul Murry          | Escape-Proof                | Mickey                       | one page                                             |
| 07 | Colecionadores de Sorte              | ZC 545                | 17 de abril de 1962     | Al Hubbard          | Collector's Luck            | Mickey                       |                                                      |
| 08 | O Poder Dinâmico do Zé               | ZC 545                | 17 de abril de 1962     | Manuel Gonzales     |                             |                              | one page                                             |
| 09 | O Táxi Maluco do Pateta              | ZC 547                | 01 de maio de 1962      | Al Hubbard          | The Taxicab Tizzy           | Mickey                       |                                                      |
| 10 | Um Grande Mascotinho                 | ZC 549                | 15 de maio de 1962      | Al Hubbard          | The Priceless Pet           | Mickey                       |                                                      |
| 11 | Uma Surpresa às Avessas              | ZC 549                | 15 de maio de 1962      | Manuel Gonzales     |                             |                              | one page                                             |
| 12 | A Piramide Misteriosa                | ZC 551                | 29 de maio de 1962      | Tony Strobl         | The Mysterious Pyramid      | Pato Donald                  |                                                      |
| 13 | Telefonite Aguda                     | ZC 551                | 29 de maio de 1962      | Manuel Gonzales     |                             |                              | one page                                             |
| 14 | Além da Imaginação                   | ZC 553                | 12 de junho de 1962     | Pete Alvarado       | Daisy Duck’s Diary          | Pato Donald                  |                                                      |
| 15 | A Rival da Rosinha                   | ZC 557                | 10 de julho de 1962     | Pete Alvarado       | Daisy Duck’s Diary          | Pato Donald                  |                                                      |
| 16 | A Fortuna Flutuante                  | ZC 559                | 24 de julho de 1962     | Paul Murry          | The Floating Fortune        | Mickey                       |                                                      |
| 17 | Os Bandidos de Vila Barranqueira     | ZC 561                | 07 de agosto de 1962    | Phil de Lara        | Bandits Of Bear Gulch       | Mickey                       |                                                      |
| 18 | Uma Profissão Diferente              | ZC 561                | 07 de agosto de 1962    | Paul Murry          | The Occupation Situation    | Mickey                       | one page                                             |
| 19 | A Aventura do Veleiro                | ZC 563                | 21 de agosto de 1962    | Paul Murry          | Clipper Ship Caper          | Mickey                       |                                                      |
| 20 | Papagaio Distraído                   | ZC 563                | 21 de agosto de 1962    | Manuel Gonzales     | Mickey Mouse                | Mickey                       | one page                                             |
| 21 | Os Cavalos Fujões                    | ZC 565                | 04 de setembro de 1962  | Jack Bradbury       | He Went Thataway            | Pato Donald                  |                                                      |
| 22 | O Pássaro Perdido                    | ZC 567                | 18 de setembro de 1962  | Paul Murry          | The Trail of the Phoenix    | Mickey                       |                                                      |
| 23 | No Velho Oeste era Assim             | ZC 569                | 02 de outubro de 1962   | Paul Murry          | Frontier Fiesta             | Mickey                       |                                                      |
| 24 | Zé Carioca Vai à França              | ZC 571                | 16 de outubro de 1962   | Tony Strobl         | Tenderfoot Tourist          | Pato Donald                  |                                                      |
| 25 | Folias no Gelo                       | ZC 573                | 30 de outubro de 1962   | Paul Murry          | Arctic Roundup              | Mickey                       |                                                      |
| 26 | Um Mestre-Arqueiro em Apuros         | ZC 575                | 13 de novembro de 1962  | Carl Barks          | Jungle Bungle               | Pato Donald                  |                                                      |
| 27 | Feira de Confusões                   | ZC 577                | 27 de novembro de 1962  | Carl Barks          | The Candy Kid               | Pato Donald                  |                                                      |
| 28 | O Tesouro do Deserto                 | ZC 579                | 11 de dezembro de 1962  | Paul Murry          | Lost Treasure Trackers      | Mickey                       |                                                      |
| 29 | As Voltas que o Mundo Dá             | ZC 579                | 11 de dezembro de 1962  | Manuel Gonzales     |                             |                              | one page                                             |
| 30 | Tempestade em Cabo Quac              | ZC 581                | 25 de dezembro de 1962  | Carl Barks          | Northeaster on Cape Quack   | Pato Donald                  |                                                      |
| 31 | Invasão de Lagostas                  | ZC 581                | 25 de dezembro de 1962  | Manuel Gonzales     | Mickey Mouse                | Mickey                       | one page                                             |
| 32 | Mascote Inesperado                   | ZC 583                | 08 de janeiro de 1963   | Jack Bradbury       | A Real Goat Getter          | Pato Donald                  |                                                      |
| 33 | Um Turista do Barulho                | ZC 585                | 22 de janeiro de 1963   | Carl Barks          | Terrible Tourist            | Pato Donald                  |                                                      |
| 34 | Gasolina Demorada                    | ZC 585                | 22 de janeiro de 1963   | Manuel Gonzales     | Mickey Mouse                | Mickey                       | one page                                             |
| 35 | O Fotógrafo de Monstros              | ZC 587                | 05 de fevereiro de 1963 | Carl Barks          | Mystery of the Loch         | Pato Donald                  |                                                      |
| 36 | Herói à Força                        | ZC 591                | 05 de março de 1963     | Manuel Gonzales     | Mickey Mouse                | Mickey                       | one page                                             |
| 37 | O Aguerrido Guarda-Florestal         | ZC 593                | 19 de março de 1963     | Carl Barks          | Stalwart Ranger             | Pato Donald                  |                                                      |
| 38 | Um Escoteiro Nunca Esquece!          | ZC 597                | 16 de abril de 1963     | Tony Strobl         | Adventure At Gluey Woods    | Pato Donald                  |                                                      |
| 39 | O Táxi Voador                        | ZC 601                | 14 de maio de 1963      | Tony Strobl         | The Baddie in the Cabbie    | Pato Donald                  |                                                      |
| 40 | Espera Estratégica                   | ZC 601                | 14 de maio de 1963      | Al Taliaferro       |                             | Pato Donald                  | one page                                             |
| 41 | O Domador de ... Pipocas             | ZC 603                | 28 de maio de 1963      | Jack Bradbury       | Big Cat Caper               | Pato Donald                  |                                                      |
| 42 | Teste de Aptidão                     | ZC 603                | 28 de maio de 1963      | Al Taliaferro       | Donald Duck                 | Pato Donald                  | one page                                             |
| 43 | Esquilos Assustados                  | MK 128                | junho de 1963           | Pete Alvarado       | Night Frigh                 | Pato Donald                  |                                                      |
| 44 | O Banho do Lulu                      | ZC 605                | 11 de junho de 1963     | Al Taliaferro       |                             | Pato Donald                  | one page                                             |
| 45 | Um Bom Empurrão                      | ZC 607                | 25 de junho de 1963     | Jack Bradbury       | Donald and Daisy            | Pato Donald                  | one page                                             |
| 46 | Um Mascote Muito Sabido              | ZC 609                | 09 de julho de 1963     | Bob Gregory         | Burglar with a Bark         | Pato Donald                  |                                                      |
| 47 | Sobrinhadas (1)                      | ZC 611                | 23 de julho de 1963     | Al Taliaferro       |                             |                              | one page                                             |
| 48 | Sobrinhadas (2)                      | ZC 611                | 23 de julho de 1963     | Al Taliaferro       |                             | Pato Donald                  | one page                                             |
| 49 | Narcisos Especiais                   | ZC 611                | 23 de julho de 1963     | Manuel Gonzales     |                             |                              | one page                                             |
| 50 |                                      | ZC 611                | 23 de julho de 1963     | Al Taliaferro       | Donald Duck                 | Huguinho, Zezinho e Luisinho | one page                                             |
| 51 | O Vespeiro da Justiça                | ZC 613                | 06 de agosto de 1963    | Tony Strobl         | Justice In A Jiffy          | Pato Donald                  |                                                      |
| 52 | Motorista Exemplar                   | ZC 613                | 06 de agosto de 1963    | Tony Strobl         | Dandy Driver                | Pato Donald                  | one page                                             |
| 53 | O Bode da Cachemira                  | ZC 615                | 20 de agosto de 1963    | Tony Strobl         | Getting His Goat            | Pato Donald                  |                                                      |
| 54 | Sodas Gigantes                       | ZC 615                | 20 de agosto de 1963    | Al Taliaferro       |                             | Huguinho, Zezinho e Luisinho | Zico e Zeca substituindo os sobrinhos do Pato Donald |
| 55 | Apuros de um Papagaio                | ZC 617                | 03 de setembro de 1963  | Manuel Gonzales     | Mickey Mouse                | Mickey                       | one page                                             |
| 56 |                                      | ZC 617                | 03 de setembro de 1963  | Manuel Gonzales     | Mickey Mouse                | Mickey                       | one page                                             |
| 57 |                                      | ZC 617                | 03 de setembro de 1963  | Manuel Gonzales     | Mickey Mouse                | Mickey                       | one page                                             |
| 58 | Esquilos Aquáticos                   | ZC 617                | 03 de setembro de 1963  | Pete Alvarado       | Two in a Tizzy              | Pato Donald                  |                                                      |
| 59 | Ama-Seca ... Defumada                | ZC 617                | 03 de setembro de 1963  | Manuel Gonzales     |                             |                              | one page                                             |
| 60 | Papagaiadas                          | ZC 619                | 17 de setembro de 1963  | Manuel Gonzales     | Mickey Mouse                | Mickey                       | one page                                             |
| 61 |                                      | ZC 619                | 17 de setembro de 1963  | Manuel Gonzales     | Mickey Mouse                | Mickey                       | one page                                             |
| 62 | A Esperteza do Bichano               | ZC 619                | 17 de setembro de 1963  | Manuel Gonzales     | Mickey Mouse                | Mickey                       | one page                                             |
| 63 | Papagaios em Órbita                  | ZC 621                | 01 de outubro de 1963   | Tony Strobl         | Beyond the Moon             | Pato Donald                  |                                                      |
| 64 | O Susto dos Apressados               | ZC 621                | 01 de outubro de 1963   | Manuel Gonzales     | Mickey Mouse                | Mickey                       | one page                                             |
| 65 | O Super-Barbeiro                     | ZC 623                | 15 de outubro de 1963   | Carl Barks          | Spare That Hair             | Pato Donald                  |                                                      |
| 66 | Solidariedade                        | ZC 623                | 15 de outubro de 1963   | Manuel Gonzales     | Mickey Mouse                | Mickey                       | one page                                             |
| 67 | Turistas Apressados                  | ZC 625                | 29 de outubro de 1963   | Carl Barks          | A Duck's-eye View of Europe | Pato Donald                  |                                                      |
| 68 | Criança Crescida                     | ZC 625                | 29 de outubro de 1963   | Manuel Gonzales     | Mickey Mouse                | Mickey                       | one page                                             |
| 69 | Trogloditas Famintos                 | ZC 627                | 12 de novembro de 1963  | Carl Barks          | Gall of the Wild            | Pato Donald                  |                                                      |
| 70 | Flores Imigrantes                    | ZC 627                | 12 de novembro de 1963  | Manuel Gonzales     | Mickey Mouse                | Mickey                       | one page                                             |
| 71 | O Senhorio dos Peixes                | ZC 629                | 26 de novembro de 1963  | Tony Strobl         | Project Underwater          | Mickey                       |                                                      |
| 72 | Pintando o Sete                      | ZC 631                | 10 de dezembro de 1963  | Al Taliaferro       |                             |                              | one page                                             |
| 73 |                                      | ZC 631                | 10 de dezembro de 1963  | Al Taliaferro       |                             |                              | one page                                             |
| 74 |                                      | ZC 631                | 10 de dezembro de 1963  | Al Taliaferro       |                             | Pato Donald                  | one page                                             |
| 75 | Natal para Todos                     | ZC 633                | 24 de dezembro de 1963  | Jack Bradbury       | Share and Share Alike       | Pato Donald                  |                                                      |
| 76 | Esquilos Sem Sossego                 | ZC 633                | 24 de dezembro de 1963  | Jack Bradbury       | The Quiet Riot              | Pato Donald                  | one page                                             |
| 77 | A Varinha Mágica do Professor Pardal | ZC 635                | 07 de janeiro de 1964   | Jack Bradbury       | Rub-dub-duck                | Pato Donald                  |                                                      |
| 78 | Fogão Moderno                        | ZC 635                | 07 de janeiro de 1964   | Manuel Gonzales     | Mickey Mouse                | Mickey                       | one page                                             |
| 79 | Cuidado com os Inventores!           | ZC 637                | 21 de janeiro de 1964   | Tony Strobl         | Invention Prevention        | Pato Donald                  |                                                      |
| 80 | Papagaiadas Espaciais                | ZC 639                | 04 de fevereiro de 1964 | Jack Bradbury       | Donald Duck Album           | Pato Donald                  |                                                      |
| 81 | A Mordida                            | ZC 639                | 04 de fevereiro de 1964 | Al Taliaferro       |                             |                              | one page                                             |
| 82 | Loucos por Panquecas                 | ZC 641                | 18 de fevereiro de 1964 | Jack Bradbury       | Hotcake Hassle              | Pato Donald                  |                                                      |
| 83 | Como se Renova um Carro              | ZC 641                | 18 de fevereiro de 1964 | Manuel Gonzales     | Mickey Mouse                | Mickey                       | one page                                             |
| 84 | Uma Televisão para Três              | ZC 643                | 03 de março de 1964     | Jack Bradbury       | TV Jeebies                  | Pato Donald                  |                                                      |
| 85 | Retificando Cartazes                 | ZC 643                | 03 de março de 1964     | Al Taliaferro       |                             |                              | one page                                             |
| 86 | Os Inimigos da Arte                  | ZC 645                | 17 de março de 1964     | Phil DeLara         | The Troublesome Twosome     | Pato Donald                  |                                                      |
| 87 | Salvamentos no Tirol                 | ZC 647                | 31 de março de 1964     | Jack Bradbury       | Seeing the Sights           | Pato Donald                  |                                                      |
| 88 | O Mal da Solidão                     | ZC 649                | 14 de abril de 1964     | Tony Strobl         | The Hollow Tree Mystery     | Pato Donald                  |                                                      |
| 89 | O Arrasa-Bosque                      | ZC 651                | 28 de abril de 1964     | Al Hubbard          | All Shook Up                | Pato Donald                  |                                                      |
| 90 | O Sofá Ambulante                     | ZC 653                | 12 de maio de 1964      | Tony Strobl         | Four's a Crowd              | Pato Donald                  |                                                      |
| 91 | O Alpinismo "Científico"             | ZC 655                | 26 de maio de 1964      | Kay Wright          | Hi-Climbers                 | Mickey                       |                                                      |
| 92 | Sua Excelência, o Mascote            | ZC 657                | 09 de junho de 1964     | Kay Wright          | Family Affair               | Pato Donald                  |                                                      |
| 93 | O Técnico do Método Confuso          | ZC 665                | 04 de agosto de 1964    | Jack Bradbury       | Farm Education              | Pato Donald                  |                                                      |
| 94 | Aniversário a Beira-Mar              | ZC 671                | 15 de setembro de 1964  |                     | Be Prepared                 | Pato Donald                  |                                                      |
| 95 | O Corretor de Ruínas                 | ZC 679                | 10 de novembro de 1964  |                     | Super Selling               | Pato Donald                  |                                                      |
| 96 | Papagaio Assado tem Medo de Molho    | ZC 731                | 09 de novembro de 1965  | Floyd Gottfredson   |                             |                              | one page                                             |
| 97 | Herói sem Testemunha                 | ZC 737                | 21 de dezembro de 1965  | Floyd Gottfredson   |                             |                              | one page                                             |
| 98 | Um Chapéu Nunca é Inútil             | ZC 739                | 04 de janeiro de 1966   | Floyd Gottfredson   |                             |                              | one page                                             |
| 99 | O Bom Aluno                          | ZC 757                | 10 de maio de 1966      | Floyd Gottfredson   |                             |                              | one page                                             |